# Енвайронмент

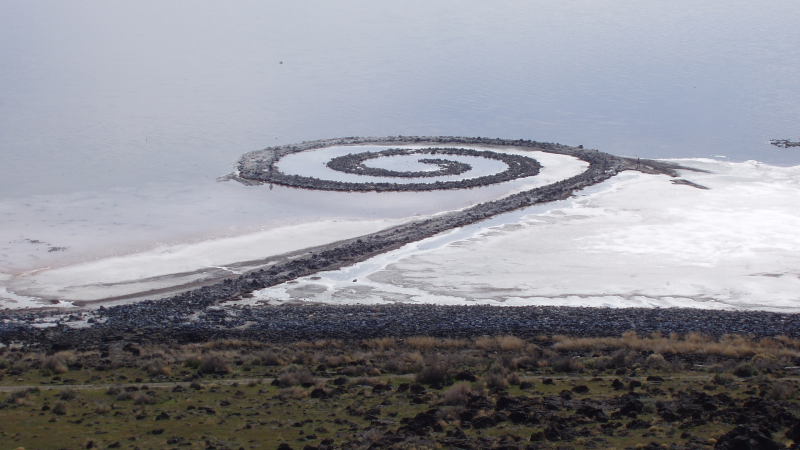
«Спіральна дамба» Роберта Смітсона, 1970-й рік

Енва́йронмент (англ. Environmental art — мистецтво довкілля) — узагальнювальний термін для позначення ряду мистецьких практик, які передбачають взаємодію художнього об'єкта з навколишнім середовищем, природним або штучним, відповідно до авторського задуму. Різновидом енвайронменту, що реалізується у природному середовищі, є ленд-арт. Також до енвайронменту відносяться просторові композиції, які імітують реальне довкілля.
Термін «екологічне мистецтво» часто охоплює «екологічні» проблеми, але не стосується їх конкретно. Це в першу чергу відзначає зв'язок художника з природою за допомогою природних матеріалів. Концепцію найкраще зрозуміти у зв’язку з історичним земним/ленд-артом та екологічним мистецтвом, що розвивається. Поле є міждисциплінарним у тому факті, що художники-екологи охоплюють ідеї науки та філософії. Практика охоплює традиційні медіа, нові медіа та критичні соціальні форми виробництва. Робота охоплює повний спектр умов ландшафту/довкілля від сільської місцевості до приміських і міських, а також міських/сільських промислових умов. 

## Історія
Енвайронмент є продовженням тенденцій розвитку прикрашання середовища проживання людини, на кшталт декорування інтер'єрів, садово-паркового мистецтва.
Одним із засновників енвайронменту в сучасному розумінні вважається американський скульптор Джордж Сігал. В 1959 році він створив роботу «Man on a bicycle», яка зображала гіпсову скульптуру на справжньому велосипеді. Скульптор-гіперреаліст Дуейн Гансон вніс в енвайронмент створення деталізованих скульптур людей. В 1970-ті Роберт Смітсон створював різної форми земляні насипи, що стали відомими зразками ленд-арту. Йозеф Бойс в 1982 році під час художньої виставки «Documenta» був автором акції з висаджування 7000 дубів, супроводжуваних базальтовими каменями. Інші представника натуралістичного енвайронменту, як Хаїм Стейнбах, створювали навмисно кітчеві твори зі сміття, просуваючи ідею боротьби мистецтва із забрудненням навколишнього середовища, суспільством споживання.
На рубежі ХХ–ХХІ століть енвайронмент часто проявлявся у формах інсталяції з застосуванням сучасних технологій. Так у інсталяції «TV Garden» Нам Джун Пайка 120 телевізійних моніторів було поміщено у зарості рослин.